# Couvent des Ursulines de Dinan
Pour les articles homonymes, voir Couvent des Ursulines.
L’ancien couvent des Ursulines de Dinan se situe au nord de l'église Saint-Malo, au carrefour de la rue de la Boulangerie et de la rue Saint-Charles. Sa chapelle est inscrite à l'inventaire des Monuments historiques depuis 1987. Couvent, puis manufacture textile, il est maintenant remplacé dans sa majeure partie par des logements sociaux.

## Le couvent
En 1615, Guillaume LeGouverneur, évêque de Saint-Malo autorise l’établissement des Ursulines à Dinan. Trois religieuses de Saint-Malo s'installent donc à Dinan en 1618 dans une maison proche de la chapelle Saint-Nicolas (détruite au XVIIIe siècle), le couvent n'est pas encore construit, sa première pierre n'est posée qu'en 1620 par l'évêque de Saint-Malo.
Une fois terminé, le couvent forme un quadrilatère composé de trois ailes situées au nord, à l'ouest et au sud, un mur ferme l'enclos à l'est constituant ainsi le cloître des religieuses. Au nord un vaste espace est occupé par le jardin du couvent, il s'étend jusqu'aux remparts entre la rue de la Croix et la rue de la Sagesse. Deux autres jardins appartiennent au couvent, l'un à l'est longe la rue de la Croix, l'autre est situé au sud.
La chapelle est construite en 1638, par le Maître d'œuvre Poussin, auquel on doit également la construction du couvent des Dominicaines de Dinan. Elle longe le mur oriental du couvent et on y accède par une porte située rue de la Boulangerie, elle est isolée du couvent par le mur oriental du cloître.
Au-delà du cloître, à l'ouest, le bâtiment du pensionnat accueille les jeunes filles pauvres dont l'éducation était assurée par les sœurs dans une des ailes du couvent.
En 1792, les Ursulines, alors au nombre de 34, sont expulsées du couvent, la chapelle est utilisée durant quelques années pour les réunions et assemblées révolutionnaires. Puis les bâtiments sont vendus comme biens nationaux en 1798 (25 prairial an VI), M. Toussaint-Dutertre les achète et y installe, en 1802, une manufacture de tissage de toiles à voiles,.

## La manufacture
Les ateliers de la manufacture occupent les trois ailes du couvent. Le chanvre et le lin sont livrés dans le bâtiment nord, on y tisse les fils qui sont blanchis dans le bâtiment ouest. Leur séchage est effectué dans la cour située au sud de l'ancien cloître. Les métiers à tisser (probablement plus d'une centaine) occupent une partie des bâtiments ouest et la majeure partie de l'aile sud. Une machine à vapeur est installée dans la cour de l'ancien pensionnat (à l'ouest). La chapelle abrite les bureaux.
La manufacture fait faillite en 1862, les bâtiments sont vendus séparément à plusieurs acquéreurs. C'est à cette époque que la rue Saint-Charles est percée coupant l'ancien cloître en deux ensembles de bâtiments au nord et au sud et détruisant une partie de l'aile occidentale.

## Les logements sociaux
La situation reste inchangée jusqu'en 1955, époque à laquelle l'ensemble des bâtiments nord sont détruits pour permettre l'édification de la résidence Saint-Charles qui sera terminée en 1965 (l'architecte en est Louis Arretche). Il ne reste donc plus du couvent que la chapelle, l'aile sud et une partie de l'aile ouest du cloître, ces deux derniers bâtiments seront réhabilités et transformés en logements sociaux en 1990 (résidence des Ursulines).

## Galerie

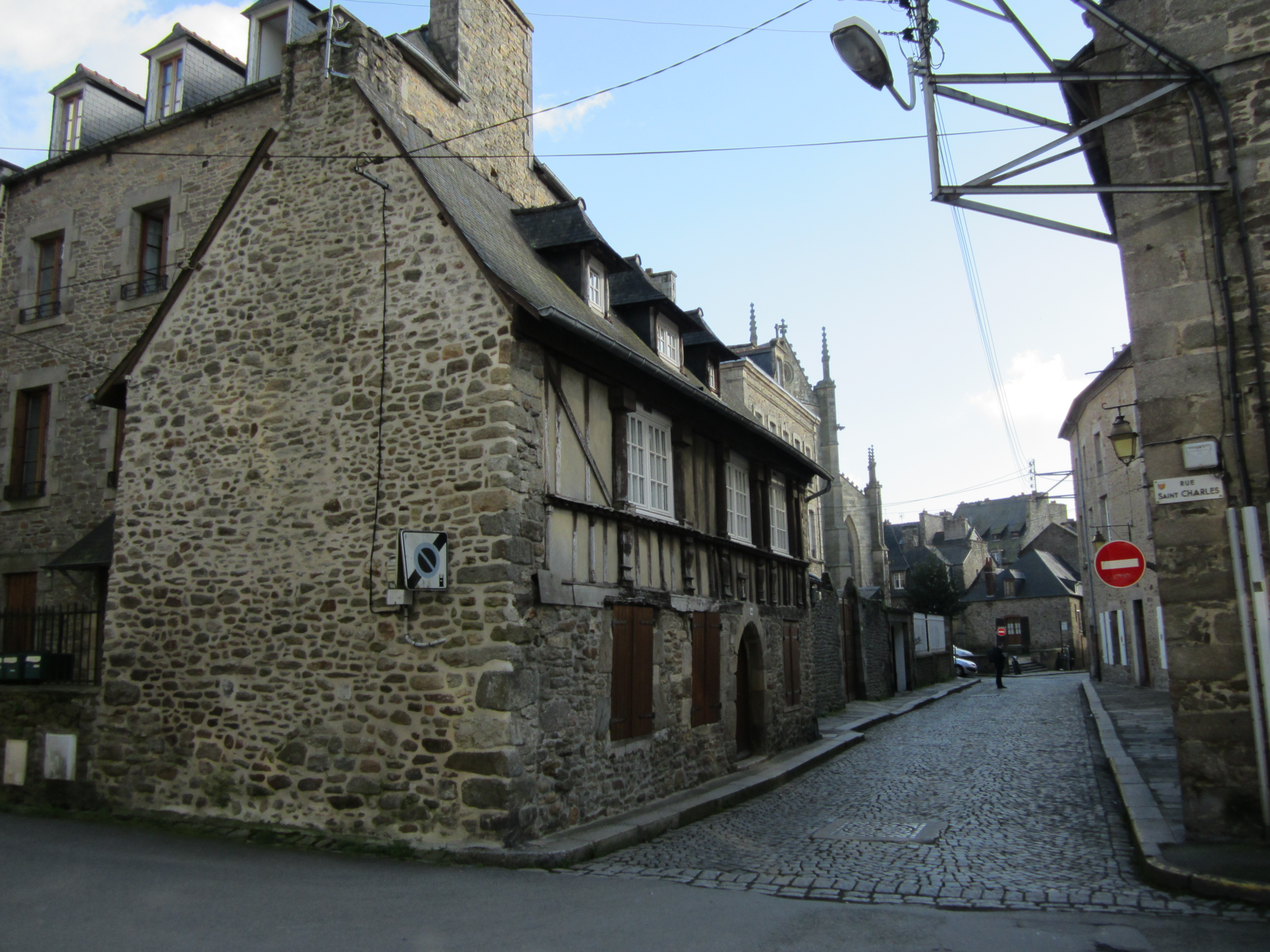
Vue de la rue de la Boulangerie depuis celle de Saint-Charles.
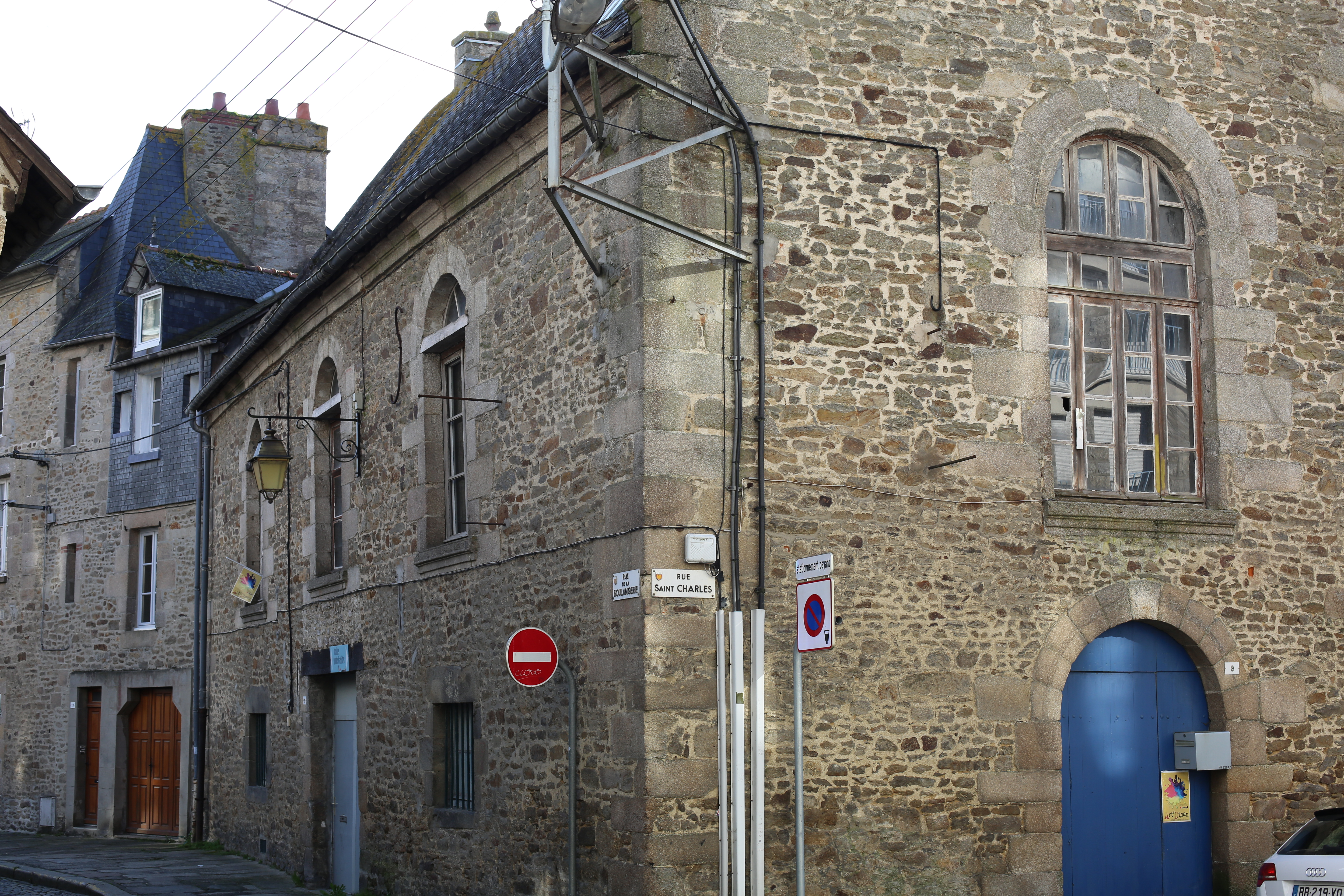
Vue détaillée latérale et de la façade de l'ancienne chapelle.
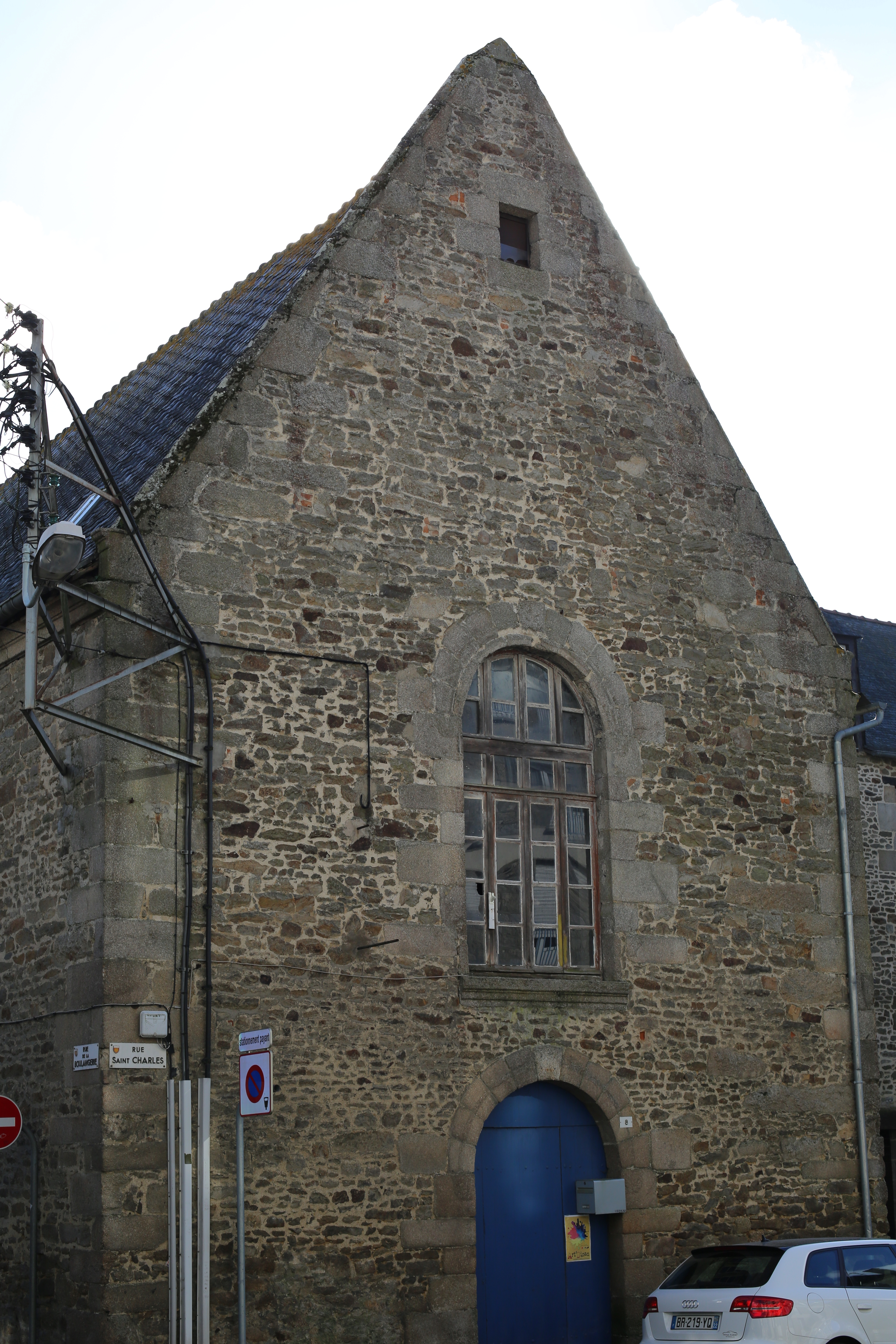
Vue générale de la façade de l'ancienne chapelle.
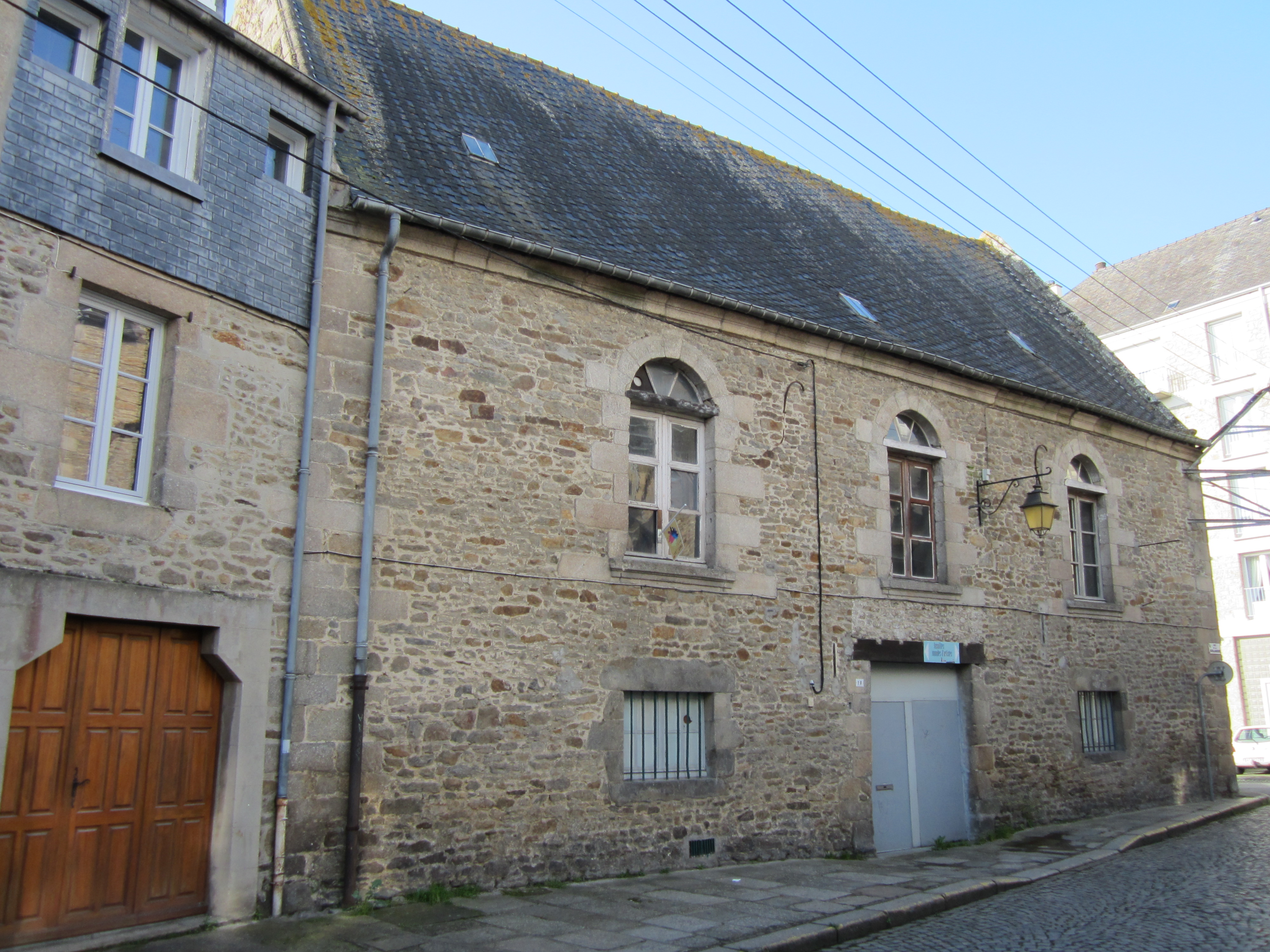
Vue générale de la face latérale de l'ancienne chapelle.
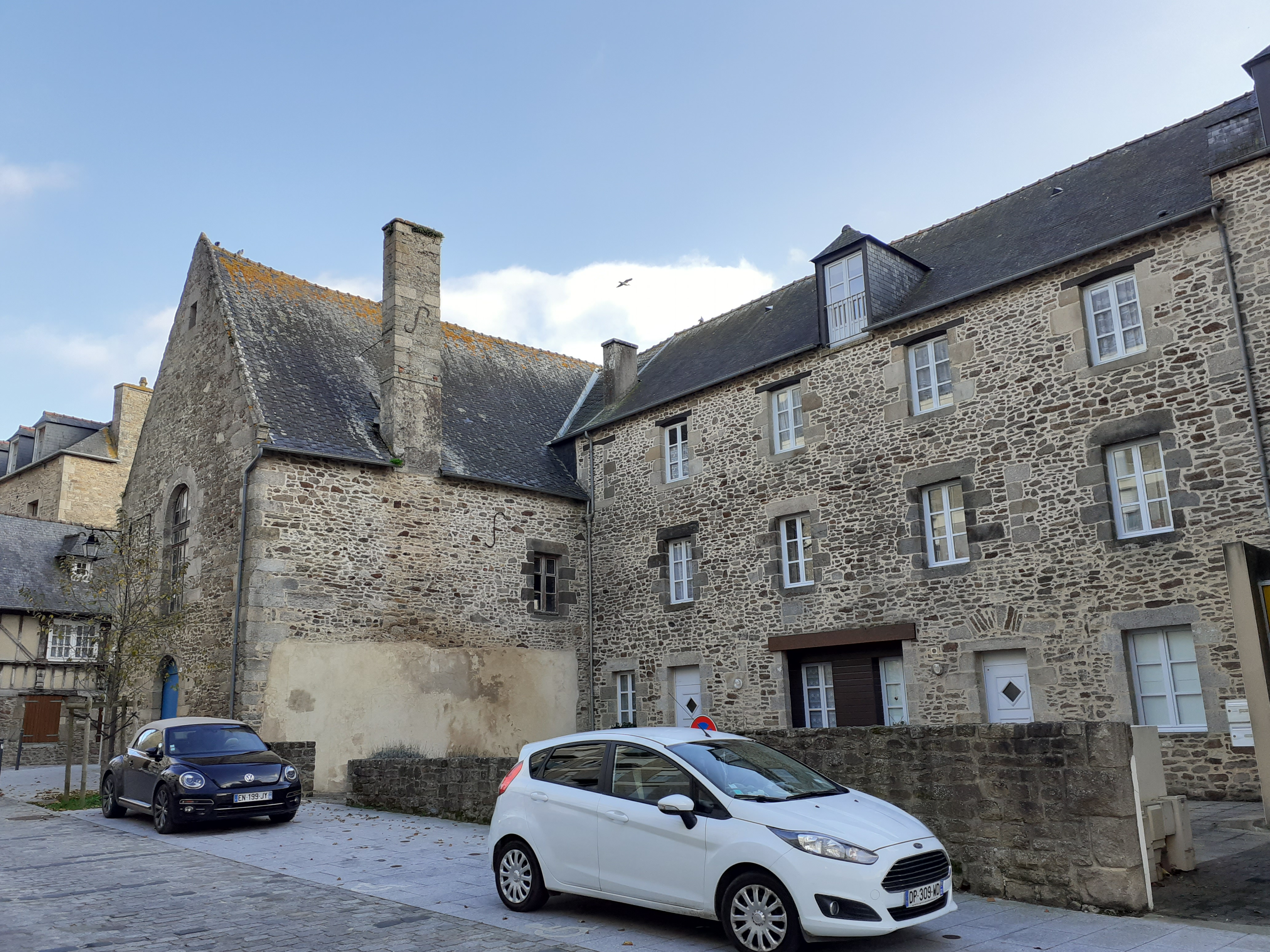
Vue de l'ancienne chapelle et de la résidence.
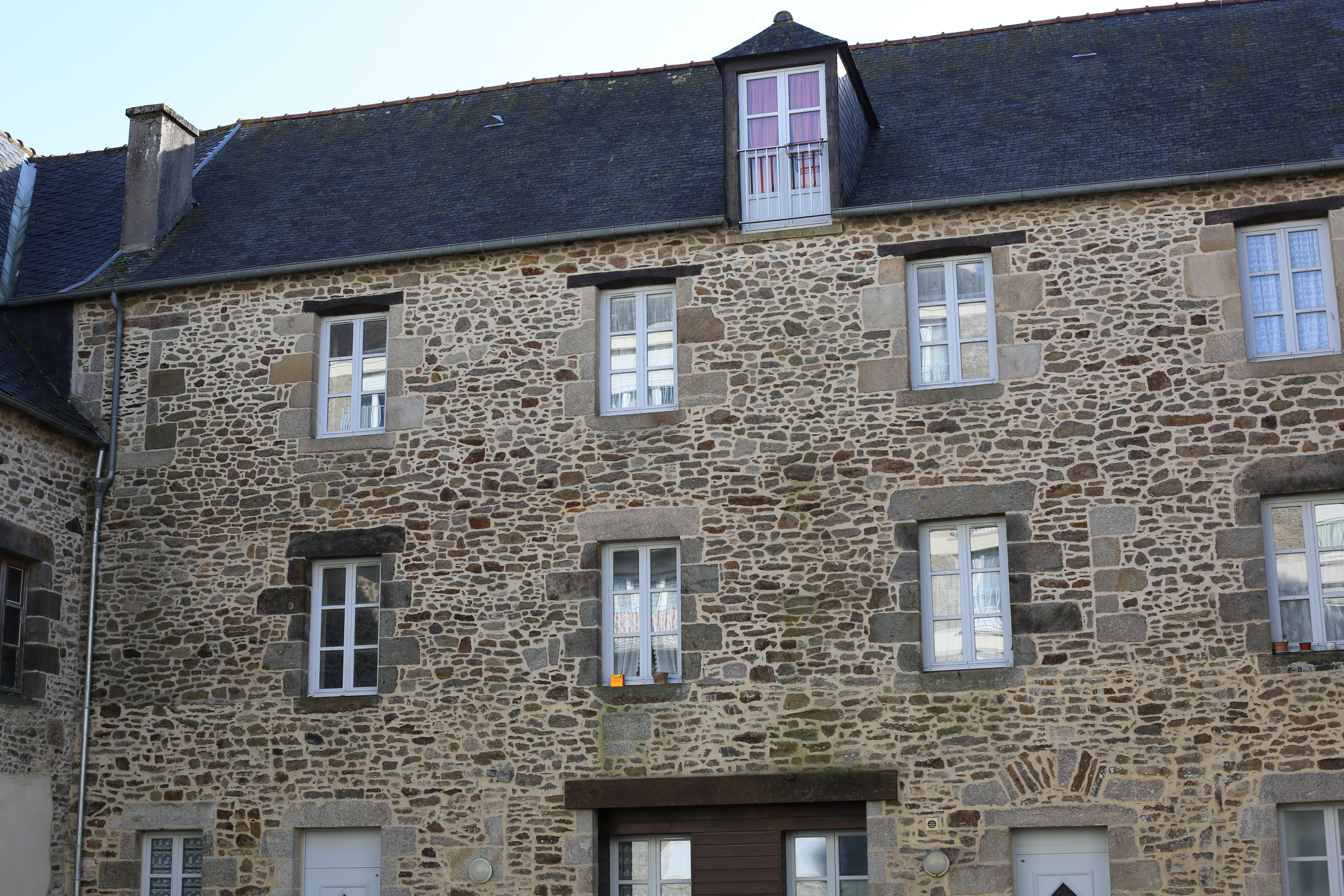
Vue de l'ancien couvent réhabilité.